# 黄依群
黄依群（1967年11月16日—），生于中国浙江省，导演，越剧演员，为中国国家一级演员。

## 生平
1967年11月16日(农历丁未年十月十五日)生于浙江省温州市鹿城区周宅祠巷，祖籍浙江省桐乡市。幼年时期先后就读于温州市广场路小学、温州市少年艺术学校、温州市第六中学。
1980年考入浙江艺术学校越剧演员班，学花旦，主攻吕派和金派。1986年进入浙江小百花越剧团。曾随团参加中国首届艺术节、云南世界博览会、99中国上海国际艺术节、中国第四届戏剧节、中国西湖博览会等演出，参加过综艺大观等节目。1996年，进入中央戏剧学院导演系学习导演。1998年，任浙江小百花越剧团电视部导演。1999年，浙江小百花越剧团新一代演员重排《五女拜寿》、《西厢记》等剧目，担任导演。2002年，进入中央戏剧学院导演系攻读硕士。2006年，进入中国戏曲学院导演系攻读硕士

## 艺术成就
擅长越剧旦角，嗓音清亮，善于运用唱腔塑造人物，扮相秀美。艺术上学吕瑞英而又有自己的特色，为吕派(吕瑞英派)主要传承人之一,同时兼唱其他流派，如金派，傅派等。
主要代表作品有越剧《碧玉簪》(饰演李秀英)、《琵琶记》(饰演牛素玉)、《陈三两》(饰演陈三两)、《南唐遗事》(饰演小周后)、《双珠凤》(饰演秋华)、《五女拜寿》(饰演翠云与杨双桃)等，越剧电影《红楼梦》(饰演紫鹃)。
1988年，获得全国青年越剧演员电视大奖赛最佳演员奖与浙江省艺术明星奖，1989年，获得浙江省戏剧节青年演员一等奖,1990年，获得全国电视“五洲杯”优秀歌手奖；1994年获得首届中国小百花越剧节金奖，1997年获得全国电视飞天奖最佳女演员奖.

## 作品列表

### 越剧
- 《碧玉簪》，饰演李秀英
- 《陈三两》(《花中君子》)，饰演陈三两
- 《琵琶记》，饰演牛素玉
- 《五女拜寿》，饰演翠云与双桃
- 《红丝错》，饰章榴月
- 《相思曲》，饰王小娥
- 《杨乃武与小白菜》，饰杨淑英
- 《南唐遗事》，饰演小周后(周玉英)
- 《双珠凤》，饰演秋华
- 《陆游与唐碗》，饰演李盼盼
- 《司马相如与卓文君》，饰演丫鬟落雁
- 《啼笑姻缘》，饰沈凤喜
- 《汉宫怨》
- 《沙漠王子》
- 《拾玉镯》
- 《西厢记》，饰演崔莺莺，红娘
- 《小姑贤》，饰演小姑
- 《桃花扇》，饰演李香君
- 《白蛇传》，饰演白素贞
- 《祥林嫂》，饰演祥林嫂
- 《梁祝》，饰演祝英台
- 《貂蝉》，饰演貂蝉
- 《穆桂英挂帅》，饰演穆桂英
- 《白头吟》，饰演落雁
- 《画中情》，配唱
- 《吴王悲歌》，领唱
- 1999年浙江小百花越剧团《五女拜寿》，担任导演，获1999年浙江小百花越剧节优秀园丁奖。
- 1999年浙江电视台戏曲春晚《梁祝组合》，担任导演。
- 2002年浙江越剧团《护士日记》，担任导演，获2002年浙江省第九届戏剧节新人导演奖。
- 2005年上海越剧院《青衫·红袍》，担任执行导演。

### 电影
- 2004年电影《世界》，饰演温州裁缝廖姐。[3][4]
- 2002年电影《二弟》，王小帅执导
- 2007年电影《左右》，王小帅执导
- 越剧电影《唐伯虎》，饰演丫鬟凤儿
- 2002年电影《西施眼》，饰演越剧演员莲纹[5]
- 2007年越剧电影《红楼梦》，饰演紫鹃[6][7]

### 电视剧
- 1997年越剧电视剧《陈三两》，获第十七届中国电视“飞天奖”二等奖。
- 1998年越剧电视剧《西施断缆》，越剧配唱
- 2000年越剧电视剧《红楼梦》，史湘云角色配唱
- 越剧电视剧《红丝错》，领唱
- 越剧电视剧《琵琶记》，领唱
- 越剧电视剧《拜月记》，瑞兰配唱
- 越剧电视剧《李清照》，领唱
- 越剧电视剧《秋瑾》，领唱
- 越剧电视剧《相思曲》，领唱
- 《一鸟九命》，巧姑角色配唱
- 2001年电视剧《枫桥故事》，担任副导演，获2001年度“飞天奖”。
- 2003年电视剧《冬至》
- 《咱老百姓》
- 《婚礼》
- 《走过长弄堂》

### 其他
- 2004年京剧《李清照》,担任执行导演以及幕后领唱，获2004年第四届中国京剧艺术节优秀剧目奖。[8]
- 京剧《节妇吟》，担任导演
- 琼剧《下南洋》，担任执行导演[9]
- 2006年中央电视台春节戏曲晚会,担任越剧舞美设计.
- 越歌《百花争妍》
- 歌曲《庭院深深》、《许多人都这么说》

## 资料来源
1. ↑  多栖的黄依群，引自《温州了望》2005年08期
2. ↑  夏雨，黄依群:演戏、导戏一切随缘，引自《钱江晚报》2000年1月20日
3. ↑  《世界》里的“小百花”名角黄依群[永久]
4. ↑  贾樟柯的四部长片[永久]
5. ↑  .   [2009-03-28]. （原始内容存档于2016-03-04）.
6. ↑  .   [2009-03-28]. （原始内容存档于2016-03-04）.
7. ↑  .   [2009-03-28]. （原始内容存档于2016-03-04）.
8. ↑  .   [2009-03-28]. （原始内容存档于2016-03-04）.
9. ↑  琼剧《下南洋》本周末首演